# 탠저린 드림
탠저린 드림(Tangerine Dream)은 독일의 전자 음악 그룹이다. 크라프트베르크와 함께 일렉트로니카 음악이라는 새로운 장르를 탄생시키는 데 큰 영향을 준 선구자적이고 중요한 그룹이다.
1967년에 에드가 프로에제가 창단하였다. 그룹명은 비틀즈의 페퍼상사 앨범 수록곡인 Lucy In The Sky With Diamonds의 가사인 'tangerine trees and marmalade skies'에서 영감을 받아 만들었다.
초기 Virgin 시대에 프로그레시브 록 역사를 장식하는 명작을 남겨, 클라우스 슐체, 콘라트 슈니츨러, 페터 바우만 등의 거장을 배출하였다. 그 후로는 에드가의 개인 밴드가 되어, 멤버가 계속 교체되었다. 2005년 1월, 리더인 에드가의 사망으로 남은 멤버들은 향후 앨범을 전성기를 이끈 페터 바우만과 작업할 뜻을 밝혔지만, 아들 예롬은 자신의 페이스북을 통해 사실상 해체 선언을 하였다.

## 구성원
- 야마네 호시코
- 토르스텐 크바슈닝
- 울리히 슈나우스
- 파울 프리크

## 음반 목록

### 정규
- 《Electronic Meditation》 (1970)
- 《Alpha Centauri》 (1971)
- 《Zeit》 (1972)
- 《Atem》 (1973)
- 《Phaedra》 (1974)
- 《Rubycon》 (1975)
- 《Stratosfear》 (1976)
- 《Cyclone》 (1978)
- 《Force Majeure》 (1979)
- 《Tangram》 (1980)
- 《Exit》 (1981)
- 《White Eagle》 (1982)
- 《Hyperborea》 (1983)
- 《Le Parc》 (1985)
- 《Green Desert》 (1986)
- 《Underwater Sunlight》 (1986)
- 《Tyger》 (1987)
- 《Optical Race》 (1988)
- 《Lily on the Beach》 (1989)
- 《Melrose》 (1990)
- 《Rockoon》 (1992)
- 《Turn Of The Tides》 (1994)
- 《Tyranny Of Beauty》 (1995)
- 《Goblins Club》 (1996)
- 《Ambient Monkeys》 (1998)
- 《Mars Polaris》 (1999)
- 《The Seven Letters From Tibet》 (2000)
- 《Purgatorio》 (2004)
- 《Kyoto》 (2005)
- 《Jeanne d'Arc》 (2005)
- 《Blue Dawn》 2006
- 《Paradiso》 (2006)
- 《Springtime In Nagasaki》 (2007)
- 《One Times One》 (2007)
- 《Madcap's Flaming Duty》 (2007)
- 《Summer In Nagasaki》 (2007)
- 《Views From a Red Train》 (2008)
- 《Autumn in Hiroshima》 (2008)
- 《Flame》 (2009)
- 《Chandra - The Phantom Ferry Part I》 (2009)
- 《Winter in Hiroshima》 (2009)
- 《Under Cover – Chapter One》 (2010)
- 《The Endless Season》 (2010)
- 《The Island of the Fay - Edgar Allan Poe》 (2011)
- 《The Angel of the West Window - Gustav Meyrink》 (2011)
- 《Finnegans Wake - James Joyce》 (2011)
- 《Lost in Strings — Volume I》 (2013)
- 《Franz Kafka — The Castle》 (2013)
- 《Chandra - The Phantom Ferry Part II》 (2014)
- 《Quantum Gate》 (2017)